# Государственный балет Берлина
Государственный балет Берлина — танцевальный коллектив в Берлине. Основан в 2004 году, когда балетные труппы трёх берлинских театров были объединены. Государственный балет Берлина — самая большая балетная труппа Германии по количеству артистов.

## История
Первым руководителем Государственного балета Берлина стал Владимир Малахов, возглавлявший труппу с 2004 по 2014 год. Малахов не только определял творческую политику труппы, но и продолжал свою танцевальную карьеру в коллективе.
С 2014 года художественный руководитель и генеральный директор — испанский хореограф Начо Дуато. В 2019 году труппу возглавят Саша Вальц и Йоханнес Оман.